# RX-04-AU
RX-04-AU – kruszący materiał wybuchowy, mieszanina 92% oktogenu i 8% polietylenu. Przy gęstości 1,92 kg/dm³ posiada prędkość detonacji równą 8630 m/s.